# Afasi
Afasi er defineret som “tab eller forringelse af verbal kommunikation, grundet en tilegnet læsion af nervesystemet, som involverer en eller flere aspekter af processerne som forstår og producerer verbale beskeder”.
Dvs. afasi er manglen på evnen til at producere og forstå talt eller skrevet sprog. Afasi er multimodal da det kan påvirke alle former for sprog processering, herunder: morfologi, fonologi, syntaks, semantik, pragmatik og forståelsen af symboler, f.eks. som set i matematik.
Afasi er en sygdom der forekommer på baggrund af en læsion på venstre hemisfære af hjernen (ved højrehåndede patienter ). I denne del af hjernen ligger både Brocas (inferior frontal gyrus) og Wernickes (planum temporale) områder, som er centre for behandlingen af sprog.  Denne skade ses oftest som resultat af et slagtilfælde (blodprop eller blødning i hjernen), men kan også ses som resultat af skader på hovedet, tumor i hjernen og infektioner som har spredt sig dertil. 

## Typer af Afasi
Typerne af Afasi er navngivet på baggrund af hvor i hjernen skaden er påført, specifikt i en kontekst af ”Center og veje paradigmet”. Dette paradigme skal forstås ved at, der er sprogcentre i hjernen, som indeholder specifikke dele af sproglig brug og forståelse. Disse centre er forbundet med veje mellem hinanden, f.eks. findes en vej som leder mellem sprogforståelsescenteret (Wernickes område) og sprogproduktionscentret (Brocas område). Indenfor dette paradigme kan specifikke sproglige problemer associeres med sproglige funktioner, som er repræsenteret af de forskellige centre og veje i systemet. 
Afasi er opdelt i to overordnede kategorier, baseret på henholdsvis Brocas og Wernickes områder. Specifikt er Afasi opdelt i flydende og ikke flydende. Her betegnes flydende Afasi som at patienten kan bruge sine verbale evner, dvs. danne ord og sætninger, dog er det oftest uforståeligt da disse ingen mening eller betydning har. Ikke flydende Afasi er hvor patienten har bibeholdt sprogforståelsen, men brugen af sproget er begrænset og kræver stor indsats.  Kategorierne er opdelt i flere underkategorier.

### Ikke-flydende Afasi

#### Brocas Afasi
Brocas afasi er kendetegnet ved et sprog udelukkende bestående af essentielle ord, dvs. ord der ikke er nødvendige for betydningen, bliver ikke brugt. Her bliver der f.eks. ikke brugt sammensatte ord, tillægsord, pronominer og diverse bøjninger af ord. Sprogbruget kan være begrænset til udelukkende udsagnsord og navneords kombinationer. Yderligere består sætninger ofte ikke af mere end to ord, og i ekstreme tilfælde kun ét ord. 

#### Transcortical motor afasi
Ved denne type af afasi er gentagelsen af ord og sætninger langt bedre end i de andre typer og ofte uden nogle problemer. Man kan f.eks. forvente at personen kan huske navnene på ugedage, eller deres hjemby, men have svært ved at danne et svar til f.eks. ”hvorfor er du på hospitalet”?  

### Flydende afasi

#### Wernicke afasi
Modsat de ikke flydende afasier, er Wernicke afasi kendetegnet ved mulighed for at danne både ord og sætninger, i nogle tilfælde ser man endda overdreven brug af verbal kommunikation, der er dog ingen sprogforståelse og derfor er ordene og sætninger uforståelige. 

#### Konduktion afasi
Ved denne type af afasi kan patienten tale flydende, dog med mange rettelser på sig selv, samt utilsigtede lyde, udtalelser og ord under forsøg på at snakke. Det betyder f.eks. at patienten vil have svært ved at gentage hvad der er blevet sagt til dem. 

#### Anomisk afasi
Denne afasi ses ved at patienten har svært ved at finde ord, hvor der i stedet bliver brugt fyldord, som f.eks. den der ting, eller jeg skal hen til det der sted. Denne type afasi optræder ofte som et mén af en tidligere mere alvorlig type af afasi. 

## Undersøgelse og behandling af afasi
For at undersøge afasi bliver patienter underlagt en sprogtest efter et slagtilfælde for at vurdere i hvilken grad sproget er påvirket af den skade hjernen har taget. 
Undersøgelserne er dog blevet kritiseret, da de oftest vurderer forståelse af enkelte ord f.eks. i sammenhæng med billeder. Ofte er det dog vigtigst for patienten og de pårørende at kunne føre en samtale, og dette bliver ikke undersøgt af de nuværende brugte tests. Derfor giver testene ikke et samlet overblik over patientens evne til at kommunikere.
Yderligere er det vist at man kan forberede udfaldet af behandlingen af afasi jo tidligere denne bliver startet. Specifikt er der et mulighedsvindue tidligt i genoptræningen efter et slagtilfælde hvor man kan påbegynde behandling for at genoprette brug af sproget.  Det er fundet at op til 70% af genoprettelsen af sprog sker i de første tre måneder af genoptræningen efter et slagtilfælde.